# Marcia Gay Harden

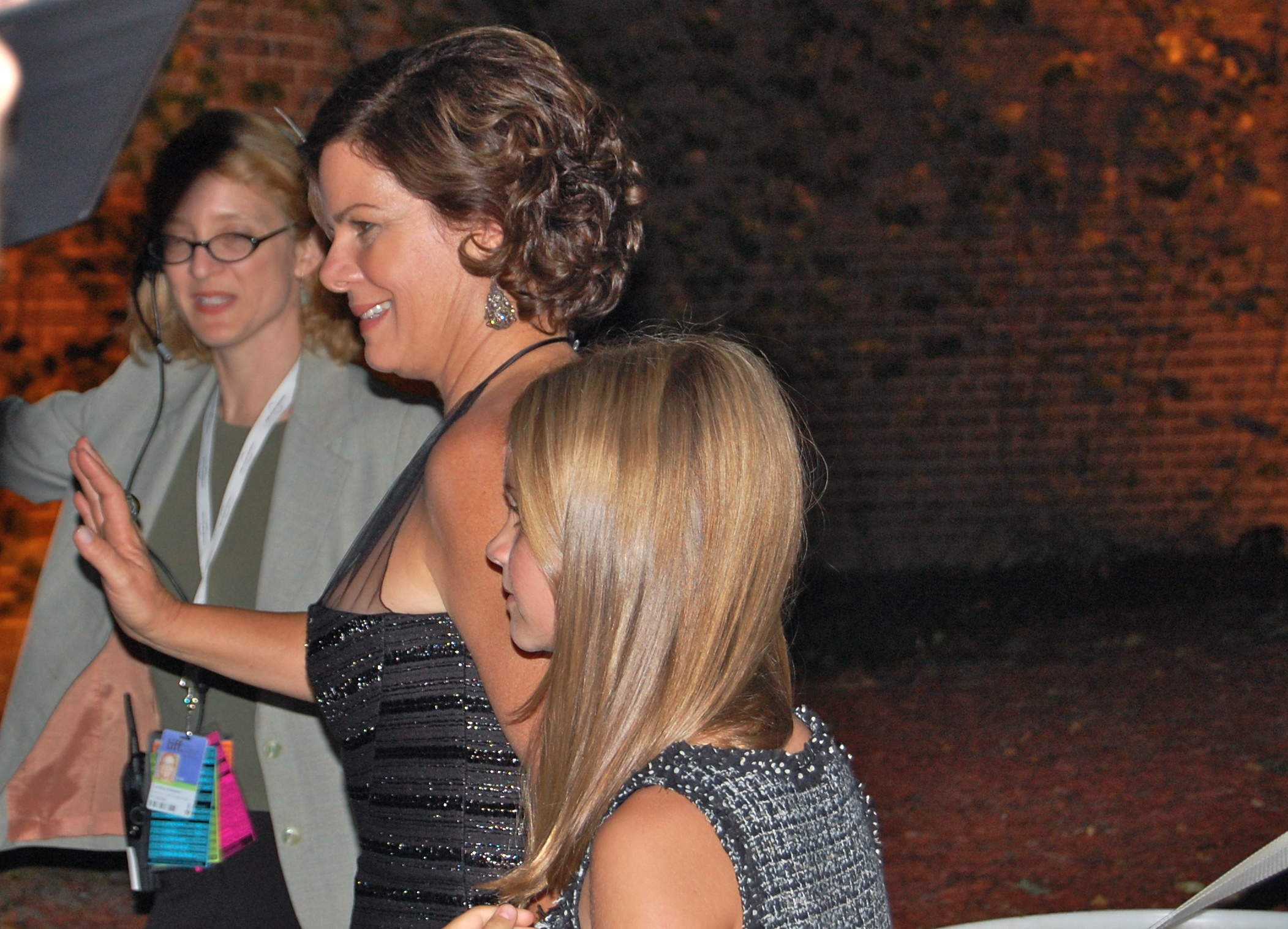
Marcia Gay Harden podczas Międzynarodowego Festiwalu Filmowego w Toronto (2009)

Marcia Gay Harden (ur. 14 sierpnia 1959 w La Jolla) – amerykańska aktorka. Zdobywczyni Oscara za drugoplanową rolę w filmie Pollock.

## Życiorys
Harden, urodziła się jako jedna z pięciorga rodzeństwa w La Jolla w Kalifornii, jako córka Beverly (z domu Bushfield), gospodyni domowej i Thaddeusa Harolda Hardena, oficera Marynarki Wojennej Stanów Zjednoczonych. Rodzina Hardenów z powodu pracy ojca bardzo często przeprowadzała się, m.in. do Japonii, Niemiec, Grecji czy do stanu Maryland. Marcia ukończyła Surrattsville High School w Clinton (Maryland) w 1977 roku, oraz University of Texas at Austin z licencjatem z teatru. Ponadto kształciła się w New York University.
Debiutowała w teatrze zaraz po studiach. W 1990 roku wystąpiła w filmie braci Coen Ścieżka strachu, w którym Marcii partnerowali Gabriel Byrne i Albert Finney. W 1992 roku zagrała Avę Gardner w telewizyjnej biografii Franka Sinatry. W 1993 roku dostała rolę w wystawianej na Broadwayu sztuce Anioły w Ameryce, za którą otrzymała nominację do nagrody Tony.
W następnych latach grywała w serialach telewizyjnych, w filmach telewizyjnych i kinowych, m.in. w familijnym Flubberze u boku Robina Williamsa. W 2000 roku wystąpiła w biografii Jacksona Pollocka – filmie pt. Pollock, w którym wcieliła się w postać żony malarza Lee Krasner. Za tę rolę otrzymała Oscara dla najlepszej aktorki drugoplanowej.
W 2003 roku aktorka otrzymała nominację do Oscara, tym razem za rolę w filmie Clinta Eastwooda Rzeka tajemnic, w którym partnerowali jej m.in. Sean Penn, Tim Robbins, Kevin Bacon, Laurence Fishburne i Laura Linney.
W 2007 roku Sean Penn zaangażował Harden do filmu Wszystko za życie. W 2009 roku Marcia zagrała w telewizyjnym filmie biograficznym poświęconym Irenie Sendlerowej. W filmie Dzieci Ireny Sendlerowej wcieliła się w postać matki głównej bohaterki, Janiny Krzyżanowskiej. Za rolę otrzymała nominację dla najlepszej aktorki drugoplanowej do nagrody Emmy. W tym samym czasie dołączyła do obsady drugiego sezonu serialu Układy. W 2009 roku otrzymała również nagrodę Tony dla najlepszej aktorki w sztuce, za rolę w przedstawieniu God of Carnage, który został również uznany za najlepszą sztukę roku.
31 sierpnia 2009 roku, aktorka wraz z m.in. z Anną Paquin zawitała do Polski na uroczystą premierę filmu Dzieci Ireny Sendlerowej. Aktorka odcisnęła również swoją dłoń w Alei Gwiazd na Gdańskiej Ołowiance.

## Filmografia

### Filmy fabularne
- 1979: Not Only Strangers
- 1986: The Imagemaker jako Stage Manager
- 1990: Kojak: Trzeba być ślepym (Kojak: None So Blind) jako Angelina
- 1990: Ścieżka strachu (Miller’s Crossing) jako Verna
- 1991: Dreszcz (Fever) jako Lacy
- 1991: W Biały Dzień (In Broad Daylight) jako Adina
- 1991: Spóźnieni na obiad (Late for Dinner) jako Joy Husband
- 1992: Sinatra jako Ava Gardner
- 1992: Druga miłość (Used People) jako Norma
- 1992: Wypadek (Crush) jako Lane
- 1994: Bezpieczne przejście (Safe Passage) jako Cynthia
- 1995: Skazaniec (Convict Cowboy) jako Maggie
- 1996: Zmowa pierwszych żon (The First Wives Club) jako dr Leslie Rosen
- 1996: Szklanką po łapkach (Spy Hard) jako Miss Cheevus
- 1996: W cieniu przeszłości (The Spitfire Grill) jako Shelby Goddard
- 1996: Rodzinna wyprawa (The Daytrippers) jako Libby
- 1996: Far Harbor jako Arabella
- 1997: Droga do raju: Nieznana historia zamachu na WTC jako Nancy Floyd
- 1997: Flubber jako dr Sara Jean Reynolds
- 1998: Kto zostanie ojcem? (Labor of Love) jako Annie Pines
- 1998: Joe Black (Meet Joe Black) jako Allison
- 1998 W akcie desperacji (Desperate Measures) jako dr Samantha Hawkins
- 1999: Drobne przewinienia (Spenser: Small Vices) jako Susan Silverman
- 1999: Goście z zaświatów (Curtain Call) jako Michelle Tippet
- 1999: Obudzone sumienie (Guilty Hearts) jako Jenny Moran
- 2000: Będę o tobie śnił (See You In My Dreams) jako Angela Brown
- 2000: Jak we mgle (Thin Air) jako Susan Silverman
- 2000: Kosmiczni kowboje (Space Cowboys) jako Sara Holland
- 2000: Pollock jako Lee Krasner
- 2001: W pogoni za cieniem (Walking Shadow) jako Susan Silverman
- 2001: Gaudi Afternoon jako Frankie Stevens
- 2002: Król Teksasu (King of Texas) jako Suzannah
- 2003: Uśmiech Mony Lizy (Mona Lisa Smile) jako Nancy Abbey
- 2003: Rzeka tajemnic (Mystic River) jako Celeste Boyle
- 2003: Dom nadziei (Casa de Los Babys) jako Nan
- 2003: Zupełnie jak Mona (Just Like Mona)
- 2004: Nastolatki (She’s Too Young) jako Trish Vogul
- 2004: Witamy w Mooseport (Welcome to Mooseport) jako Grace Sutherland
- 2004: P.S. jako Missy
- 2004: Miller jako Celia
- 2005: Przygoda Felicity (Felicity: An American Girl Adventure) jako pani Merriman
- 2005: Broń dla każdego (American Gun) jako Janet
- 2005: Drużyna specjalnej troski (The Bad News Bears) jako Liz Whitewood
- 2006: Nocny gość (In From the Night) jako Vicki
- 2006: Jak zostać gwiazdą (American Dreamz) jako Pierwsza dama
- 2006: Canvas jako Mary Marino
- 2006: Siedem żyć (The Dead Girl) jako Melora
- 2006: Blef (The Hoax) jako Edith Irving
- 2007: Mgła (The Mist) jako pani Carmody
- 2007: Więzy życia (Rails & Ties) jako Megan Stark
- 2007: Wszystko za życie (Into the Wild) jako Billie McCandless
- 2007: Niewidzialny (The Invisible) jako Diane Powell
- 2008: Seks i kłamstwa w mieście grzechu (Sex and Lies in Sin City) jako Becky Binion
- 2008: Home jako Inga
- 2008: The Tower jako Zoe Cafritz
- 2008: Święta Thomasa Kinkade’a (Christmas Cottage) jako Maryanne Kinkade
- 2009: Dzieci Ireny Sendlerowej (The Courageous Heart of Irena Sendler) jako Janina Krzyżanowska
- 2009: Dziewczyna z marzeniami (Whip It) jako Brooke Cavendar
- 2009: Plan prawie doskonały (The Maiden Heist) jako Rose Barlow
- 2011: Noah’s Ark: The New Beginning jako Aamah (głos)
- 2011: Smothered jako Fran
- 2011: Oskarżona Amanda Knox (Amanda Knox: Murder on Trial in Italy) jako Edda Mellas
- 2011: Z dystansu (Detachment) jako dyrektor Carol Dearden
- 2011: Someday This Pain Will Be Useful to You jako Marjorie Dunfour
- 2011: If I Were You jako Madelyn
- 2011: Innocent jako Barbra Sabich
- 2012: The Wine of Summer jako Shelley
- 2015: Pięćdziesiąt twarzy Greya jako dr Grace Trevelyan Grey
- 2017: Ciemniejsza strona Greya jako dr Grace Trevelyan Grey
- 2018: Nowe oblicze Greya jako dr Grace Trevelyan Grey

### Seriale telewizyjne
- 1989: Gideon Oliver jako Lila (gościnnie)
- 1993–1995: Upadłe anioły (Fallen Angels) jako Marie (gościnnie)
- 1994–2000: Szpital Dobrej Nadziei (Chicago Hope) jako Barbara Tomilson (gościnnie)
- 2001–2002: Profesor Max Bickford (The Education of Max Bickford) jako Andrea Haskell
- 2005–2010: Prawo i bezprawie jako agentka FBI Dana Lewis / Star Morrison
- 2009: Układy (Damages) jako Claire Maddox
- 2010: Bananowy doktor (Royal Pains) jako dr Elizabeth Blair

## Nagrody
Źródło: 
- Nagroda Akademii Filmowej Najlepsza aktorka drugoplanowa: 2000 Pollock
- Nagroda Tony Najlepsza aktorka w sztuce: 2009 God of Carnage
- Saturny Najlepsza aktorka drugoplanowa za Mgła (2007)
- Bostońskie Stowarzyszenie Krytyków Filmowych – Najlepsza obsada za Rzeka tajemnic (2003)